# Argyrozona argyrozona
Argyrozona argyrozona és un peix teleosti de la família dels espàrids i de l'ordre dels perciformes.

## Particularitats
Argyrozona argyrozona és l'única espècie del gènere Argyrozona.
Pot arribar als 90 cm de llargària total.
Es troba a les costes de Sud-àfrica.